# Mistrzostwa Europy w Wioślarstwie 2009 – dwójka podwójna wagi lekkiej kobiet
Dwójka podwójna wagi lekkiej kobiet (LW2x) – konkurencja rozgrywana podczas Mistrzostw Europy w Wioślarstwie 2009 w Brześciu między 18 a 20 września.

## Harmonogram konkurencji
| Wydarzenie                  | Runda      |
| --------------------------- | ---------- |
| Piątek, 18 września 2009    | Eliminacje |
| Sobota, 19 września 2009    | Repasaże   |
| Niedziela, 20 września 2009 | Finał B    |
| Niedziela, 20 września 2009 | Finał A    |

## Medaliści
| Złoto                                            | Srebro                                      | Brąz                                                   |
| Grecja · Christina Jazidzidu · Aleksandra Tsiawu | Polska · Magdalena Kemnitz · Agnieszka Renc | Austria · Stefanie Borzzacchini · Michaela Taupe-Traer |

## Wyniki

### Eliminacje
Reguła kwalifikacji: 1-2 → FA, 3.. → R

#### Eliminacje 1
| Miejsce | Zawodnik                                          | Kraj      | Czas    | Uwagi |
| ------- | ------------------------------------------------- | --------- | ------- | ----- |
| 1       | Magdalena Kemnitz Agnieszka Renc                  | Polska    | 7:20,15 | FA    |
| 2       | Anna Alliquander Zsuzsanna Hajdú                  | Węgry     | 7:22,59 | FA    |
| 3       | Natalja Warfołomiejewa Anna Jazykowa              | Rosja     | 7:29,20 | R     |
| 4       | Stefanie Borzzacchini Michaela Taupe-Traer        | Austria   | 7:30,62 | R     |
| 5       | Lourdes Guillén Cruz Maialen Arrazola Santesteban | Hiszpania | 7:33,33 | R     |

#### Eliminacje 2
| Miejsce | Zawodnik                              | Kraj       | Czas    | Uwagi |
| ------- | ------------------------------------- | ---------- | ------- | ----- |
| 1       | Christina Jazidzidu Aleksandra Tsiawu | Grecja     | 7:24,33 | FA    |
| 2       | Coralie Simon Elise Maurin            | Francja    | 7:30,69 | FA    |
| 3       | Klára Janáková Daniela Nacházelová    | Czechy     | 7:35,66 | R     |
| 4       | Sabrina Noseda Eleonora Trivella      | Włochy     | 7:39,12 | R     |
| 5       | Eliane Waser Fabiane Albrecht         | Szwajcaria | 7:39,13 | R     |

### Repasaże
Reguła kwalifikacji: 1-2 → FA
| Miejsce | Zawodnik                                          | Kraj       | Czas    | Uwagi |
| ------- | ------------------------------------------------- | ---------- | ------- | ----- |
| 1       | Stefanie Borzzacchini Michaela Taupe-Traer        | Austria    | 7:14,45 | FA    |
| 2       | Natalja Warfołomiejewa Anna Jazykowa              | Rosja      | 7:16,00 | FA    |
| 3       | Lourdes Guillén Cruz Maialen Arrazola Santesteban | Hiszpania  | 7:17,38 | FB    |
| 4       | Eliane Waser Fabiane Albrecht                     | Szwajcaria | 7:24,99 | FB    |
| 5       | Klára Janáková Daniela Nacházelová                | Czechy     | 7:30,56 | FB    |
| 6       | Sabrina Noseda Eleonora Trivella                  | Włochy     | 7:31,88 | FB    |

### Finał B
| Miejsce | Zawodnik                                          | Kraj       | Czas    | Uwagi |
| ------- | ------------------------------------------------- | ---------- | ------- | ----- |
| 1       | Lourdes Guillén Cruz Maialen Arrazola Santesteban | Hiszpania  | 7:26,36 |       |
| 2       | Eliane Waser Fabiane Albrecht                     | Szwajcaria | 7:28,24 |       |
| 3       | Klára Janáková Daniela Nacházelová                | Czechy     | 7:32,03 |       |
| 4       | Sabrina Noseda Eleonora Trivella                  | Włochy     | 7:33,57 |       |

### Finał A
| Miejsce | Zawodnik                                   | Kraj    | Czas    | Uwagi |
| ------- | ------------------------------------------ | ------- | ------- | ----- |
|         | Christina Jazidzidu Aleksandra Tsiawu      | Grecja  | 7:15,26 |       |
|         | Magdalena Kemnitz Agnieszka Renc           | Polska  | 7:19,69 |       |
|         | Stefanie Borzzacchini Michaela Taupe-Traer | Austria | 7:23,84 |       |
| 4       | Anna Alliquander Zsuzsanna Hajdú           | Węgry   | 7:27,39 |       |
| 5       | Natalja Warfołomiejewa Anna Jazykowa       | Rosja   | 7:31,70 |       |
| 6       | Coralie Simon Elise Maurin                 | Francja | 7:34,44 |       |